# Gučevo (Rogatica)
Pour les articles homonymes, voir Gučevo.
Gučevo (en serbe cyrillique : Гучево) est un village de Bosnie-Herzégovine. Il est situé dans la municipalité de Rogatica et dans la république serbe de Bosnie. Selon les premiers résultats du recensement bosnien de 2013, il compte 142 habitants.

## Démographie

### Répartition de la population par nationalités (1991)
En 1991, le village comptait 140 habitants, répartis de la manière suivante :

### Communauté locale
En 1991, la communauté locale de Gučevo comptait 1 583 habitants, répartis de la manière suivante :